# Dobrilovina
Dobrilovina este un sat din comuna Mojkovac, Muntenegru. Conform datelor de la recensământul din 2003, localitatea are 55 de locuitori (la recensământul din 1991 erau 46 de locuitori).

## Demografie
În satul Dobrilovina locuiesc 46 de persoane adulte, iar vârsta medie a populației este de 43,2 de ani (42,1 la bărbați și 44,3 la femei). În localitate sunt 23 de gospodării, iar numărul mediu de membri în gospodărie este de 2,39.
Această localitate este populată majoritar de muntenegreni (conform recensământului din 2003).
|  |

| Demografie | Demografie | Demografie |
| An         | Locuitori  | Locuitori  |
| ---------- | ---------- | ---------- |
|            |            |            |
|            |            |            |
|            |            |            |
|            |            |            |
| 1948       | 129        |            |
| 1953       | 137        |            |
| 1961       | 170        |            |
| 1971       | 165        |            |
| 1981       | 95         |            |
| 1991       | 46         | 46         |
| 2003       | 55         | 55         |

| \| Componența etnică conform recensământului din 2003[2] \| Componența etnică conform recensământului din 2003[2] \| Componența etnică conform recensământului din 2003[2] \| Componența etnică conform recensământului din 2003[2] \| Componența etnică conform recensământului din 2003[2] \| \| ----------------------------------------------------- \| ----------------------------------------------------- \| ----------------------------------------------------- \| ----------------------------------------------------- \| ----------------------------------------------------- \| \| \| \| \| \| \| \| Muntenegreni \| Muntenegreni \| \| 49 \| 89,09% \| \| Sârbi \| Sârbi \| \| 4 \| 7,27% \| \| necunoscută \| necunoscută \| \| 0 \| 0% \| |              |  |    |        |
| Componența etnică conform recensământului din 2003 |              |  |    |        |
| |              |  |    |        |
| Muntenegreni | Muntenegreni |  | 49 | 89,09% |
| Sârbi | Sârbi        |  | 4  | 7,27%  |
| necunoscută | necunoscută  |  | 0  | 0%     |